# Polish String Quartet Berlin
Polish String Quartet Berlin – polski kwartet smyczkowy z Berlina grający muzykę poważną. Powstał w 2002 roku. Jest złożony z polskich członków orkiestry Deutsche Oper w Berlinie (Tomasz Tomaszewski – pierwsze skrzypce, Piotr Prysiażnik – drugie skrzypce, Sebastian Sokół – altówka i Maryjka Pstrokońska-Mödig – wiolonczela). Po udanym debiucie na festiwalu Koblenzer Musiktage zespół wystąpił w Niemczech, Włoszech, Polsce i Norwegii i zyskał uznanie w dziedzinie współczesnej muzyki poważnej. Wyróżnieni nominacją do Fryderyka 2020 za String Quartets – Poland Abroad w kategorii Najlepszy Album Polski Za Granicą.

## Skład
- Tomasz Tomaszewski – I skrzypce
- Piotr Prysiażnik – II skrzypce
- Sebastian Sokół – altówka
- Maryjka Pstrokonska-Mödig – wiolonczela

## Dyskografia

### Albumy
| Rok  | Dane dot. albumu | Najwyższa pozycja na liście | Certyfikat | Sprzedaż |
| Rok  | Dane dot. albumu | POL                         | Certyfikat | Sprzedaż |
| ---- | --- | --------------------------- | ---------- | -------- |
| 2017 | en hommage – Józef Koffler - Wydany: 2017 - Wytwórnia: EDA Records / Deutschlandfunk Kultur - Format: CD, digital download                |                             | - POL:     | - POL:   |
| 2019 | String Quartets – Poland Abroad - Wydany: 1 czerwca 2019 - Wytwórnia: EDA Records / Deutschlandfunk Kultur - Format: CD, digital download |                             | - POL:     | - POL:   |